# پریاسلوفکا
پریاسلوفکا (به لاتین: Pereyaslovka) یک منطقهٔ مسکونی در روسیه است که در استان آمور واقع شده‌است.